# Phytodietus hungaricus
Phytodietus hungaricus är en stekelart som beskrevs av Gyorfi 1944. Phytodietus hungaricus ingår i släktet Phytodietus och familjen brokparasitsteklar. Inga underarter finns listade i Catalogue of Life.